# Lauke
Lauke is een bestuurslaag in het regentschap Simeulue van de provincie Atjeh, Indonesië. Lauke telt 635 inwoners (volkstelling 2010).